# HumGen
 (octobre 2009).
HumGen.org est le site Web du Centre de génomique et politiques (CGP) affilié à l’Université McGill et au Centre d’innovation Génome Québec. Le Centre a été lancé pour répondre aux besoins en matière de politique publique et d’analyses éclairées sur les enjeux socio-éthiques liés à la recherche en génétique humaine aux niveaux international, national et provincial. Le site Web HumGen vise à offrir aux décideurs et à la population un accès à des énoncés de politique sur le thème de la recherche en génétique.

## Architecture
HumGen.org prend la forme d’une ressource Web trilingue (présentée en versions anglaise, française et espagnole) qui se spécialise sur les enjeux éthiques, juridiques et sociaux de la génétique humaine. Le site est composé des cinq sections suivantes : GenBiblio, GenInfo, GenEdit, Foire aux questions et À propos de nous.
- GenBiblio est une base de données internationale d’énoncés en matière de politiques publiés depuis 1990.

- GenInfo est un bulletin d’informations bimestriel qui offre un aperçu des derniers développements, y compris des énoncés en matière de politiques récemment adoptés, des événements à venir et des publications de l’équipe.

- GenEdit est un éditorial rédigé par un membre de l’équipe et un expert international invité qui traite des enjeux éthiques, juridiques et sociaux de la recherche en génétique humaine.

## Historique

### Centre de génomique et politiques
Le développement du site Web HumGen.org s’inscrit dans le cadre d’un projet de plus grande envergure, appelé Centre de génomique et politiques, qui était auparavant affilié au Centre de recherche en droit public (CRDP) de l’Université de Montréal, sous le nom Projet génétique et société.
Le Centre de génomique et politiques a récemment[Quand ?] quitté la faculté de droit de l’Université de Montréal pour être hébergé par la faculté de médecine de l’Université McGill.

### HumGen.org
En raison des progrès rapides sur le plan de la recherche en génétique humaine, les décideurs continuent d’être confrontés à une multiplicité de questions complexes à caractère éthique, juridique et social. Le site Web HumGen permet aux décideurs ainsi qu’à la population d’accéder aux dispositions législatives, aux politiques, aux lignes directrices ainsi qu’aux recommandations des organisations gouvernementales et non gouvernementales, à l’échelle mondiale,.
Le site Web est une ressource pour les généticiens qui s’intéressent à l’étude des répercussions à portée plus générale de leurs travaux.

## Collaborateurs
- Bartha Maria Knoppers : Directrice de projet
- Denise Avard : directrice de recherche
- Gillian Nycum : Agente de recherche et rédactrice en chef
- Karine Sénécal : Agente de recherche et rédactrice adjointe
- Dan Thanh Truong : Analyste-programmeur et webmestre